# Erik Andersson (ishockeyspelare)
Ej att förväxla med Erik Andersson (ishockeyspelare född 1971) eller Erik Andersson (ishockeyspelare född 1994)
Lars Erik Andersson, född 15 april 1982 i Tegs församling, är en svensk före detta ishockeyspelare som sist representerade Malmö Redhawks i SHL. Han är son till Torbjörn Andersson som tog SM-guld med IF Björklöven 1987. Säsongen 2012/2013 lånades Erik Andersson ut från Linköping HC till Skellefteå AIK och var således med och vann SM-guld med dem samma år.
Tidigare spelat i Björklöven, som är hans moderklubb, och Skellefteå AIK. Andersson är född och uppvuxen i Umeå. Han är äldre bror till Nils Andersson, som också är ishockeyspelare.
I oktober 2018 avslutade Andersson sin karriär.

## Statistik
| 1999–00               | IF Björklöven         | HA                    | 1   | 0  | 0  | 0   | 0   | —  | — | —  | —  | —  |
| 2001–02               | IF Björklöven         | HA                    | 30  | 1  | 3  | 4   | 6   | 10 | 1 | 5  | 6  | 2  |
| 2002–03               | IF Björklöven         | HA                    | 33  | 11 | 21 | 32  | 12  | 4  | 1 | 1  | 2  | 0  |
| 2003–04               | IF Björklöven         | HA                    | 38  | 12 | 12 | 24  | 20  | —  | — | —  | —  | —  |
| 2004–05               | IF Björklöven         | HA                    | 12  | 3  | 3  | 6   | 10  | —  | — | —  | —  | —  |
| 2005–06               | IF Björklöven         | HA                    | 25  | 2  | 4  | 6   | 26  | —  | — | —  | —  | —  |
| 2006–07               | IF Björklöven         | HA                    | 38  | 4  | 16 | 20  | 32  | 9  | 0 | 1  | 1  | 0  |
| 2007–08               | Skellefteå AIK        | Elitserien            | 50  | 5  | 9  | 14  | 32  | 4  | 0 | 0  | 0  | 8  |
| 2008–09               | Skellefteå AIK        | Elitserien            | 52  | 8  | 13 | 21  | 22  | 11 | 1 | 4  | 5  | 4  |
| 2009–10               | Linköping HC          | Elitserien            | 51  | 4  | 8  | 12  | 36  | 12 | 1 | 0  | 1  | 4  |
| 2010–11               | Linköping HC          | Elitserien            | 52  | 6  | 11 | 17  | 26  | 7  | 1 | 3  | 4  | 2  |
| 2011–12               | Linköping HC          | Elitserien            | 39  | 0  | 2  | 2   | 14  | —  | — | —  | —  | —  |
| 2012–13               | Skellefteå AIK        | Elitserien            | 49  | 3  | 3  | 6   | 12  | 12 | 0 | 5  | 5  | 6  |
| 2013–14               | Skellefteå AIK        | SHL                   | 53  | 4  | 8  | 12  | 18  | 10 | 1 | 2  | 3  | 4  |
| 2014–15               | Skellefteå AIK        | SHL                   | 50  | 3  | 8  | 11  | 16  | 13 | 0 | 1  | 1  | 2  |
| 2015–16               | Malmö Redhawks        | SHL                   | 36  | 3  | 7  | 10  | 4   | —  | — | —  | —  | —  |
| 2016–17               | Malmö Redhawks        | SHL                   | 40  | 0  | 6  | 6   | 6   | 11 | 0 | 2  | 2  | 0  |
| 2017–18               | Malmö Redhawks        | SHL                   | 11  | 1  | 0  | 1   | 2   | —  | — | —  | —  | —  |
| Elitserien/SHL totalt | Elitserien/SHL totalt | Elitserien/SHL totalt | 483 | 37 | 75 | 112 | 188 | 80 | 4 | 17 | 21 | 30 |